# NFA-Cup 2015

Logo des Bidvest Namibia Cup

Der NFA-Cup 2015 (Bidvest Namibia Cup) der namibischen Vereinsfußballmannschaften findet vom 31. Januar bis Juni 2015 statt. Der namibische Pokalwettbewerb wird von der Namibia Football Association organisiert und zum dritten Mal von Bidvest Namibia unter dem Namen Bidvest Namibia Cup gesponsert.
Insgesamt stehen zur Ausrichtung des Wettbewerbs 20 Millionen Namibia-Dollar zur Verfügung. Der Sieger erhält ein Preisgeld in Höhe von 550.000 Namibia-Dollar, der unterlegene Finalist 220.000 Namibia-Dollar und beide unterlegenen Halbfinalisten jeweils 100.000 Namibia-Dollar.

## Spielmodus
Es treten in der Endrunde 32 Mannschaften im K.-o.-System an. Zuvor müssen sich die teilnehmenden Vereine der zweiten Liga und dritten Ligen (jeweils in den Regionen) in Ausscheidungsturnieren qualifizieren.

## Ergebnisse

### 1. Runde
In der 1. Runde fanden Qualifikationsspiele zur Ermittlung des jeweiligen Regionalmeisters im Januar 2015 statt.

### 2. Runde (Letzte 32)
Die Zweitrundenspiele finden am 31. Januar und 1. Februar 2015 statt.
|                    | Ergebnis        |                     | Ort                          |
| ------------------ | --------------- | ------------------- | ---------------------------- |
| Swakopmund FC      | 1:0             | Real Fighters FC    | Sam-Nujoma-Stadion, Windhoek |
| Otjiwarongo FC     | 0:1             | Java-Java FC        | Sam-Nujoma-Stadion, Windhoek |
| Orlando Pirates FC | 3:1             | Tura Magic          | Sam-Nujoma-Stadion, Windhoek |
| Eleven Arrows FC   | 5:0             | Pubs FC             | Sam-Nujoma-Stadion, Windhoek |
| UNAM FC            | 3:0             | Blue Boys FC        | Sam-Nujoma-Stadion, Windhoek |
| Civics FC          | 1:2 (2:4 i. E.) | Rebels FC           | Sam-Nujoma-Stadion, Windhoek |
| Young Chiefs FC    | 5:0             | Ogongo United FC    | Oscar-Norich-Stadion, Tsumeb |
| Oshikoto Nampol FC | 2:3             | Omaheke Nampol FC   | Oscar-Norich-Stadion, Tsumeb |
| Cuca Tops          | 0:3             | African Stars FC    | Oscar-Norich-Stadion, Tsumeb |
| Tigers FC          | 24:00           | Western Stars FC    | Oscar-Norich-Stadion, Tsumeb |
| Shooting Stars FC  | 00:17           | Black Africa FC     | Oscar-Norich-Stadion, Tsumeb |
| Citizens FC        | 3:1             | Benfica FC          | Oscar-Norich-Stadion, Tsumeb |
| Blue Waters FC     | 11:10           | Vietnam Rangers FC  | Oscar-Norich-Stadion, Tsumeb |
| Touch & Go FC      | 3:1             | Ohangwena Nampol FC | Oscar-Norich-Stadion, Tsumeb |
| Mighty Gunners FC  | 2:2 (4:6 i. E.) | Black Tops          | Oscar-Norich-Stadion, Tsumeb |
| United Stars FC    | 2:2 (1:2 i. E.) | Julinho Sporting FC | Oscar-Norich-Stadion, Tsumeb |

## Finalrunde

### Achtelfinale
Die Achtelfinalspiele fanden am 27. und 28. Februar 2015 in Walvis Bay sowie zwei Stadien in Windhoek statt.
|               | Ergebnis        |                  | Ort                            |
| ------------- | --------------- | ---------------- | ------------------------------ |
| Java Java     | 0:5             | Orlando Pirates  | SKW-Stadion, Windhoek          |
| Black Africa  | 1:0             | Rebels           | SKW-Stadion, Windhoek          |
| African Stars | 11:0            | Nampol Omaheke   | Sam-Nujoma-Stadion, Windhoek   |
| Tigers        | 1:1 (4:3 i. E.) | Julinho Sporting | Sam-Nujoma-Stadion, Windhoek   |
| Swakopmund    | 1:3             | Citizens         | Kuisebmund-Stadion, Walvis Bay |
| Young Chiefs  | 2:1             | Touch & Go       | Kuisebmund-Stadion, Walvis Bay |
| Eleven Arrows | 4:1             | Black Tops       | Kuisebmund-Stadion, Walvis Bay |
| Blue Waters   | 0:1             | UNAM             | Kuisebmund-Stadion, Walvis Bay |

### Viertelfinale
Die Viertelfinale fanden am 28. und 29. März 2015 im Sam-Nujoma-Stadion in Windhoek statt.
|                 | Ergebnis        |              | Ort                          |
| --------------- | --------------- | ------------ | ---------------------------- |
| African Stars   | 3:1             | Young Chiefs | Sam-Nujoma-Stadion, Windhoek |
| Eleven Arrows   | 1:1 (4:2 i. E.) | Citizens     | Sam-Nujoma-Stadion, Windhoek |
| Tigers          | 2:0             | UNAM         | Sam-Nujoma-Stadion, Windhoek |
| Orlando Pirates | 1:0             | Black Africa | Sam-Nujoma-Stadion, Windhoek |

### Halbfinale
Die Halbfinale fanden am 25. April 2015 im Sam-Nujoma-Stadion in Windhoek statt.
|                 | Ergebnis        |               | Ort                          |
| --------------- | --------------- | ------------- | ---------------------------- |
| Tigers          | 3:0             | Eleven Arrows | Sam-Nujoma-Stadion, Windhoek |
| Orlando Pirates | 0:0 (4:3 i. E.) | African Stars | Sam-Nujoma-Stadion, Windhoek |

### Finale
Das Finale fand am 30. Mai 2015 im Sam-Nujoma-Stadion in Windhoek statt.
|        | Ergebnis              |                 | Austragungsort               |
| ------ | --------------------- | --------------- | ---------------------------- |
| Tigers | 2:2 (2:2) (6:4 i. E.) | Orlando Pirates | Sam-Nujoma-Stadion, Windhoek |